# Сульфит кальция
Сульфит ка́льция (CaSO3) — неорганическое соединение, 
кальциевая соль сернистой кислоты,
не растворяется в воде,
образует кристаллогидрат. Зарегистрирована в качестве пищевой добавки с номером Е226.

## Получение
- Сульфит кальция получают взаимодействием растворимых солей кальция с сульфитом натрия или калия:

{\displaystyle {\mathsf {Ca(NO_{3})_{2}+Na_{2}SO_{3}\ {\xrightarrow {}}\ CaSO_{3}\downarrow +2NaNO_{3}}}}
{\displaystyle {\mathsf {CaCl_{2}+K_{2}SO_{3}\ {\xrightarrow {}}\ CaSO_{3}\downarrow +2KCl}}}

## Физические свойства
Сульфит кальция образует бесцветные кристаллы, не растворимые в воде.
Образует кристаллогидрат состава CaSO3•2H2O, который при 100°С теряет воду.

## Химические свойства
Как и другие сульфиты металлов, сульфит кальция вступает в реакцию с кислотами с получением солей кальция, сернистого газа и воды.

## Применение
Используется как пищевая добавка E226 в качестве консерванта.
В пищевой промышленности используется как консервант, для приготовления желе, мармелада, мороженого, джема, повидла с низким содержанием сахара, сухофруктов, полуфабрикатов. Кроме того, консервант Е226 широко применяется в производстве вина, пива, фруктовых соков и других безалкогольных напитков. Используется при заморозке ракообразных и головоногих. Добавляется в тёртый чеснок, хрен, картофель для предотвращения процесса потемнения. Добавка Е226 может использоваться для уплотнения растительных тканей в производстве консервов из овощей и фруктов.

## Безопасность
Объединённый экспертный комитет ФАО/ВОЗ по пищевым добавкам (JECFA), проводя исследования безопасности сульфита кальция в качестве пищевой добавки, не смог установить допустимое суточное потребление (ДСП) сульфита кальция. Однако, по данным Европейского агентства по безопасности продуктов питания (EFSA), оно составляет 0,7 мг/кг массы тела (в пересчёте на диоксид серы). EFSA установило этот показатель в 2016 году.